# Тумановка (Мордовия)
Тумановка — упразднённая деревня в Ельниковском районе Мордовии. Входила в состав Новоковыляйского сельского поселения. Исключена из учётных данных в 2003 году.

## География
Располагалась в верховье безымянного ручья, притока реки Нулуй, в 6 км к востоку от села Новый Ковыляй.

## История
Основана после отмены крепостного права. В «Списке населённых мест Пензенской губернии за 1914» Тумановка деревня из 20 дворов Ново-Ямской волости Краснослободского уезда.

## Население
Согласно результатам Всероссийской переписи населения 2002 года в деревне отсутствовало постоянное население.